# A Cor Púrpura (filme de 1985)
A Cor Púrpura (em inglês:  The Color Purple) é um filme norte-americano de 1985, do gênero drama. Dirigido por Steven Spielberg e com roteiro de Menno Meyjes, é baseado no romance epistolar da premiada autora afro-americana Alice Walker.

## Sinopse
No início do século 20, na Geórgia (Estados Unidos), Celie, de 14 anos, é estuprada pelo pai e tem dois filhos, que lhe são tomados logo ao nascerem. Pouco depois, casa com Mister (Albert), que estava interessado em sua irmã Nettie. Ele a trata como empregada e babá de seus três filhos. Quando sua irmã Nettie vem morar com eles, Mister (Albert) tenta violentá-la, mas 'Nettie consegue fugir'. Mister a expulsa de casa. Celie passa então a escrever cartas para amenizar sua profunda tristeza e solidão. Anos depois, Mister (Albert) leva sua amante Shug para morar com eles e as duas se tornam amigas.

## Elenco
- Danny Glover .... Albert/Mister
- Whoopi Goldberg .... Celie
- Margaret Avery .... Shug Avery
- Oprah Winfrey .... Sofia
- Willard E. Pugh .... Harpo
- Akosua Busia .... Nettie
- Desreta Jackson .... Celie (jovem)
- Adolph Caesar .... Mister (velho)
- Rae Dawn Chong .... Squeak
- Dana Ivey .... Srta. Millie
- Leonard Jackson .... Pai
- Bennet Guillory .... Grady
- John Patton Jr. .... Pregador
- Carl Anderson .... Reverendo Samuel
- Susan Beaubian .... Corrine
- James Tillis .... Buster
- Phillip Strong .... Prefeito
- Laurence Fishburne .... Swain

## Principais prêmios e indicações
| Prêmio                        | Categoria                | Recipiente                                                       | Resultado                   |
| ----------------------------- | ------------------------ | ---------------------------------------------------------------- | --------------------------- |
| Oscar 1986                    | Melhor filme             | The Color Purple                                                 | Indicado                    |
| Oscar 1986                    | Melhor atriz             | Whoopi Goldberg                                                  | Indicado                    |
| Oscar 1986                    | Melhor atriz coadjuvante | Margaret Avery                                                   | Indicado                    |
| Oscar 1986                    | Melhor atriz coadjuvante | Oprah Winfrey                                                    | Indicado                    |
| Oscar 1986                    | Melhor roteiro adaptado  | Menno Meyjes                                                     | Indicado                    |
| Oscar 1986                    | Melhor direção de arte   | J. Michael Riva, Bo Welch e Linda DeScenna                       | Indicado                    |
| Oscar 1986                    | Melhor fotografia        | Allen Daviau                                                     | Indicado                    |
| Oscar 1986                    | Melhor figurino          | Aggie Guerard Rodgers                                            | Indicado                    |
| Oscar 1986                    | Melhor maquiagem         | Ken Chase                                                        | Indicado                    |
| Oscar 1986                    | Melhor trilha sonora     | Quincy Jones e Rod Temperton                                     | Indicado                    |
| Oscar 1986                    | Melhor canção original   | Miss Celie's Blues (Quincy Jones, Rod Temperton e Lionel Richie) | Indicado                    |
| Golden Globe Awards 1986      | Melhor filme - drama     | The Color Purple                                                 | Indicado                    |
| Golden Globe Awards 1986      | Melhor diretor           | Steven Spielberg                                                 | Indicado                    |
| Golden Globe Awards 1986      | Melhor atriz - drama     | Whoopi Goldberg                                                  | Venceu                      |
| Golden Globe Awards 1986      | Melhor atriz coadjuvante | Oprah Winfrey                                                    | Indicado                    |
| Golden Globe Awards 1986      | Melhor trilha sonora     | Quincy Jones                                                     | Indicado                    |
| BAFTA 1987                    | Melhor Roteiro Adaptado  | Menno Meyjes                                                     | Indicado[carece de fontes?] |
| National Board of Review 1986 | Melhor Filme             | The Color Purple                                                 | Venceu[carece de fontes?]   |
| National Board of Review 1986 | Melhor Diretor           | Steven Spielberg                                                 | Indicado[carece de fontes?] |
| National Board of Review 1986 | Melhor ator              | Danny Glover                                                     | Indicado[carece de fontes?] |
| National Board of Review 1986 | Melhor atriz principal   | Whoopi Goldberg                                                  | Venceu[carece de fontes?]   |
| National Board of Review 1986 | Melhor atriz coadjuvante | Margaret Avery                                                   | Indicado[carece de fontes?] |
| National Board of Review 1986 | Melhor atriz coadjuvante | Oprah Winfrey                                                    | Indicado[carece de fontes?] |
| National Board of Review 1986 | Melhor roteiro adaptado  | Menno Meyjes                                                     | Indicado[carece de fontes?] |